# لوران فيدال
لوران فيدال (بالفرنسية: Laurent Vidal)‏ هو تريثلت فرنسي، ولد في 18 فبراير 1984 في سيت في فرنسا، وتوفي في 10 نوفمبر 2015 في Gigean ‏ في فرنسا بسبب نوبة قلبية.

## وصلات خارجية
- لوران فيدال على موقع اتحاد الترياتلون الدولي (الإنجليزية)
- لوران فيدال على موقع IAT Triathlon Database (الإنجليزية)
- لوران فيدال على موقع أوليمبيديا (الإنجليزية)
- لوران فيدال على موقع اللجنة الأولمبية الفرنسية (مؤرشف) (الفرنسية)